# Aspera hiems symfonia
Aspera hiems symfonia (etwa: ‚raue Wintersymphonie‘) ist das Debütalbum der norwegischen Metal-Band Arcturus. Es wurde 1996 über Ancient Lore Creations veröffentlicht.

## Entstehung und Veröffentlichung
Arcturus hatte mit wechselnden Besetzungen in den Jahren 1991 bzw. 1994 bereits die beiden EPs My Angel und Constellation veröffentlicht. Letztere war als Promo-Tonträger für ein kommendes Album gedacht. Wegen der Aktivitäten Garms bei Ulver und Borknagar sowie Hellhammers bei Mayhem kam die Band erst im Sommer 1995 für weitere Studioaufnahmen zusammen. Zudem musste Samoth – der noch an Constellation beteiligt, jedoch seit 1994 in Haft war – durch August ersetzt werden.
Aufgenommen wurde Aspera hiems symfonia im Osloer Panser Studio. Der zweite, vierte, sechste und achte Song waren in anderen Versionen bereits auf Constellation enthalten. Skoll von Ulver spielte als Gastmusiker den Bass ein. Kristian Romsøe mischte das Album im Endless Lydstudio ab, und gemastert wurde es von Craig Morris bei Strype Audio, beides ebenfalls in Oslo.
Im Jahr 2002 veröffentlichte Candlelight Records unter dem Titel Aspera hiems symfonia/Constellation/My Angel eine remasterte Version des Albums mit den beiden EPs der Band sowie zwei bis dato unveröffentlichten Songs als Doppel-CD.
2012 veröffentlichte Kyrck Productions eine LP-Version mit einer frühen Version von The Bodkin & the Quietus (…To reach the Stars) als Bonustitel.

## Titelliste und Musik
Musik und Texte wurden von Arcturus geschrieben. Drei der Songs („Raudt og Svart“, „Du Nordavind“ und „Naar Kulda Tar“) wurden auf Norwegisch verfasst, die anderen auf Englisch. „Naar Kulda Tar“ wurde in der Titelliste der Erstauflage fälschlicherweise nicht aufgeführt.
1. To Thou who dwellest in the Night – 6:46
2. Wintry Grey – 4:34
3. Whence & whither goest the Wind – 5:15
4. Raudt og Svart – 5:49
5. The Bodkin & the Quietus (…To reach the Stars) – 4:36
6. Du Nordavind – 4:00
7. Fall of Man – 6:06
8. Naar Kulda Tar – 4:21

Arcturus verbinden auf dem Debütalbum das Doublebass-Spiel und den Kreischgesang des Black Metal mit orchestralen oder sphärischen Keyboards und Chorgesang. Es finden sich viele Tempo- und Taktwechsel sowie Klavier- und Cembalosoli. Es gibt Textpassagen, die flüsternd erzählt oder rückwärts abgespielt werden.

## Rezeption
Gunnar Claußen von den Babyblauen Seiten findet, dass Aspera hiems symfonia „winterlich, schwer […] und selbstverständlich symphonisch“ klinge. Er kritisiert, dass es den Songs zuweilen an Struktur und Dramaturgie mangele. Wolf-Rüdiger Mühlmann vom Rock Hard attestiert dem Album Eleganz. Das Magazin zählt es zu den „250 Black-Metal-Alben, die man kennen sollte“. Bryan Reesman von Allmusic lobt die majestätisch-aggressive Mischung und die bedrohliche Atmosphäre; er bezeichnet Aspera hiems symfonia als eines der besten Metal-Alben aller Zeiten.